# آشورآباد
آشورآباد روستایی در دهستان قره‌سو شرقی بخش سیجوال شهرستان ترکمن استان گلستان ایران است.

## جمعیت
بر پایه سرشماری عمومی نفوس و مسکن در سال ۱۳۹۵ جمعیت این مکان ۲۱ نفر (۶خانوار) بوده‌است.